# Yard Kings
Yard Kings è un cortometraggio britannico del 2020 scritto e diretto da Vasco Alexandre e prodotto da Billy King. Nel cast sono presenti Elle Atkinson, David Price, Jermaine Ricketts e Caroline Lazarus.
Il film è ispirato alla tradizione del realismo sociale britannico, che descrive la lotta delle persone che vivono in povertà ed esposte a varie forme di violenza.

## Trama
Ellie, una bambina di 9 anni proveniente da una famiglia violenta, cerca di sfuggire alla sua dura realtà rifugiandosi,  con il suo amico Pete, in un deposito di rottami vicino. Il suo obiettivo è quello di costruire una "casa" dove può sognare una nuova esistenza.

## Riconoscimenti
Yard Kings ha ricevuto nominations e premi internazionali, tra cui un Premio Giornate Della Luce al Ca' Foscari Short Film Festival, due premi Royal Television Society - la più antica società televisiva del mondo dove Carlo, Principe di Galles ne è il principale sostenitore; e 8 premi FFTG.
| Premio                                           | Categoria                                                          | Candidato                    | Risultato |
| ------------------------------------------------ | ------------------------------------------------------------------ | ---------------------------- | --------- |
| Royal Television Society                         | Student London Television Award - Miglior Film di Finzione, 2021   | Vasco Alexandre & Billy King | Vincitore |
| Royal Television Society                         | Student Television Award - Miglior Sound Design, 2021              | Zuzanna Pencak               | Vincitore |
| FFTG Awards                                      | Miglior Regista, 2021                                              | Vasco Alexandre              | Vincitore |
| FFTG Awards                                      | Miglior Fotografia, 2021                                           | Jakub Rogala                 | Vincitore |
| FFTG Awards                                      | Scelta della Giuria per il Miglior Cortometraggio Esordiente, 2021 | Vasco Alexandre & Billy King | Vincitore |
| FFTG Awards                                      | Miglior Sceneggiatura, 2021                                        | Vasco Alexandre              | Vincitore |
| FFTG Awards                                      | Miglior Suono, 2021                                                | Zuzanna Pencak               | Vincitore |
| FFTG Awards                                      | Miglior Attore, 2021                                               | David Price                  | Vincitore |
| FFTG Awards                                      | Migliore Attrice, 2021                                             | Elle Atkinson                | Vincitore |
| Ca' Foscari Short Film Festival                  | Premio Giornate Della Luce, 2021                                   | Jakub Rogala                 | Vincitore |
| Curtas Vila do Conde International Film Festival | Premio Take One! 2021                                              | Vasco Alexandre & Billy King | Candidato |
| European Cinematography Awards                   | Miglior Regista Studentesco, 2021                                  | Vasco Alexandre              | Vincitore |
| In the Palace International Short Film Festival  | Miglior Film Studentesco, 2021                                     | Vasco Alexandre & Billy King | Candidato |